# Starogrčka umjetnost
Umjetnost stare Grčke je razdoblje grčke umjetnosti od 9. stoljeća pr. Kr. do 1. stoljeća (razdoblje Stare Grčke) na područjima gdje su obitavali Heleni.

## Kultura drevne Grčke
Grci ili Heleni, kako oni sami sebe zovu, nisu bili jedan veliki narod nego niz plemena, vezanih Egejskim morem, koja su imala sličan jezik (tzv. linearno B pismo) i religiju (svemoćne bogove koji su bili prepuni vrlina, ali i ljudskih mana). Između drugog i prvog tisućljeća prije Krista plemena Jonjana i Ahejaca nastanila su se na krajnjem jugu Balkana. Kasnije im se pridružuju Mikenjani i Dorani (naseljeni uglavnom na grčkom kopnu), te Jonjani (samo na obali i otocima Egejskog mora), a kasnije i Spartanci, Tebanci, Atenjani, Korinćani itd. Svi zajedno nazivaju se Helenima. Nazive Grk i grčki poprimili su kasnije od Rimljana koji su imenom jednog plemena nazvali sve Helene.
Grčka umjetnost obuhvaća umjetnost koja je nastala na području grčkog kopna, Jonskih otoka, Male Azije i Južne Italije. S vremenom im je na jugu Balkana postalo tijesno pa su već u ← 8. st. počeli osnivati kolonije širom Sredozemlja (Sicilija, Italija, Španjolska, Mala Azija, pa i Dalmacija). Na prostorima svojih kolonija Grčka je civilizacija nastavila cvasti, ponekad čak i uspješnije nego na nekim krajevima same Grčke. 
| portal: likovna umjetnost | portal: likovna umjetnost |

Uobičajena je podjela grčke umjetnosti na:
- Geometrijski stil (← 10. – 7. st.),
- Arhajsku umjetnost (← 650. – 480.),
- Klasično ili Zlatno doba (480. pr. Kr. – 336.) i
- Helenizam (336. pr. Kr. – 30.).

## Geometrijski stil
Tijekom 12. pa sve do 7. st. pr. Kr. (tzv. mračno doba grčke) traje raspadanje kretske i mikenske baštine i skoro da se gase umjetničke djelatnosti. U isto vrijeme Grčka civilizacija se formirala i polako oblikovala. Svaka zajednica je razvijala svoj centar koji je prerastao u grad-državu (polis) kojim je upravljalo vijeće bogatijih staraca. Umjetnost stoljećima ne nalazi značajnijeg izraza, izuzevši keramiku, koja je ionako vezana za praktičnu uporabu. Nastale su nebrojene vrste različitih oblika vaza od kojih su neke još uvijek služile kao urna za odlaganje pepela pokojnika.Grci počinju oslikavaju svoje vaze svim nama poznatim geometrijskim oblicima: spiralama, rozetama, prepletima - pleterima, meandrima, trokutima, krugovima, svastikama - raspoređenim u horizontalne trake (kao u Mikenskom Palas stilu). Takvo ukrašavanje nazivamo geometrijski stil. 
Kasnije se odustaje od puke geometrije i javlja se ljudski lik, ali još uvijek u strogom geometrijskom obliku (kao kod vaze iz Dipilona).
Keramika od 6. st. ima prepoznatljive organske linije ukrasa i likove koji podsjećaju na istočnjačku umjetnost. 
Zato tu keramiku nazivamo - orijentalni stil. To je najzastupljenija keramika u arhajskom razdoblju.

## Arhajsko razdoblje
Između 8. i 7. stoljeće pr. Kr. kod Helena se javlja osjećaj nacionalnog jedinstva. Tome doprinose Homerovi spjevovi, rani nastanak zajedničkih svetišta cjelokupnog grčkog pučanstva (Delfi, Olimpija), a od ← 776. i redovno održavanje olimpijskih igara kao manifestacije panhelenskog natjecateljskog duha. Gomilajuće bogatstvo i prekomorski kontakti u 7. i 6. stoljeću pr. Kr. doveli su do pojave moćnih pojedinaca (tirani) u mnogim polisima. Doba tirana je vrijeme urbanog razvoja, prvih zakona na pločama, te monumentalne arhitekture i skulpture.

### Arhitektura
Glavni oblik grčke arhitekture je hram koji se razvija iz mikenskog megarona - središnjeg pravokutnog prostora sa stupovima. Od drvene "kuće" gdje se sklanjala skulptura božanstva, postepeno je nastala monumentalna kamena građevina na stepenastoj platformi (stilobat), s pravokutnim tlocrtom. 
Naos ili svetište je temeljni centralni prostor grčkog hrama uokviren kamenim zidovima; ispred naosa stoje stupovi (najprije dva, a kasnije po četiri) koji nose arhitrav pred-prostora (anta), na arhitravu počiva drveni krov na dvije plohe popločan crijepom od opeke koji se i danas koristi na kućama. Kasnije hramovi postaju sve bogatiji, tj. dodaju se pred-prostori sa stupovima i iza naosa, a kasnije i oko cijelog hrama. 
S tijesnim i mračnim svetištima, a jasnim i otvorenim pročeljem s ritmom brojnih stupova, grčki hram je više vanjska nego unutarnja arhitektura. Hramovi mogu varirati prema veličini građevine ili regionalnim sklonostima, ali njihove osnovne crte toliko su slične da je podesno sagledati ih u jednoj uopćenoj "tipičnoj" osnovi. To jedinstvo grčkih hramova nazivamo redom, a redovi se razlikuju po svojoj kombinaciji elemenata osnove (stilobata), nosača (zidova i stupova) i tereta (arhitrava i krovišta). Najstariji grčki stil je dorski red koji se potpuno razvija tek u klasičnom razdoblju.

### Skulptura
Osim što su isticali dijelove arhitekture jasnim bojama, smještali su i brojne reljefe i skulpture, a s vremenom je ukrašavanje bivalo sve bogatije. 
Zabat je trokutasti dio hrama iznad arhitrava na pročelju koji je potpuno ispunjen plastikom. Već u najstarijim zabatnim trokutima pojedinačne skulpture se slažu jedna uz drugu tako da tvore jedinstvenu priču, a svaka skulptura je oblikovana u položaju koji odgovara mjestu u kojem će biti smještena.
Za arhajskoga razdoblja egipatska umjetnost vrši direktan utjecaj na kiparstvo Grčke: ruke priljubljene uz tijelo, stilizirane frizure, pripijena odjeća istaknuta plitkim urezima. 
Zbog straha kipara da ne polome kamen, plitko klesane skulpture su izgledale izrazito ukočeno. Ali, za razliku od Egipćana, Grci tijela svojih "božanstava" ne stiliziraju, već što stvarnije žele prikazati ljudske mišiće i kosti. Stvarni napredak postižu i odvažnim šupljinama između udova – na egipatskim figurama nikad nema šupljina. 
Karakteristični kipovi ovog razdoblja su Kourosi i Kore. Kouros je prototip nagog mladića u stojećem položaju potpuno ispruženih ruku i smatra se da predstavlja boga Apolona. Kora je ženski par Kourosu, uvijek mlada i obučena, u stojećem položaju i ponekad u ruci drži voće ili kakav dar. Zamišljeni su na granici, ni ljudi ni bogovi i vjerojatno je to ideja fizičkog savršenstva i životnosti. Usne su im razvučene u lažni osmijeh (kriva linija usana, ali bez podizanja jagodica na obrazima) – tzv. arhajski osmijeh. 

### Slikarstvo
U oslikavanju keramike geometrijska ornamentika se polako gubi, a osnovna tematika postaje mitologija, legende i prizori iz svakodnevnog života. Javljaju se dva stila: 
- crne figure na crvenoj podlozi  (7. stoljeće pr. Kr)  i
- crvene figure na tamnoj podlozi  (6. stoljeće pr. Kr)

Likovi su obavezno u profilu i uspješna su mješavina starogrčke geometrije i orijentalnih organskih likova.

## Klasično razdoblje
Nakon grčko-perzijskih ratova (← 490. - ← 479.) u Grčkoj uniji prednjači Atena koja je imala nadaleko najveću flotu i na njoj je počivala obrana Grčke. Flota je pridonijela i gospodarskom razvoju, što je opet omogućilo veliki graditeljski program u Ateni. Pored razvijene političke misli (demokracija) u Ateni se ipak očuvao robovlasnički sustav. 
← 5. st. je bilo i vrijeme najdugotrajnijeg književnog stvaralaštva (Sofoklo, Euripid i Aristofan), prvog povjesničara Herodota, i mnogih filozofa (sofisti) i retoričara. Države Peloponeza, pogotovo Sparta, vidjele su prijetnju u sve većoj moći Atene. Rivalstvo gradova poticalo je razvoj ideja, ali nakon nekoliko otvorenih sukoba ← 431. Sparta je objavila rat Ateni. Peloponeski rat se okončao tek 27 godina poslije porazom Atene i bio je katastrofa od koje se Grčka nikada nije oporavila.

### Arhitektura
Grčki gradovi su obično bili utvrđeni i imali su odvojeno društveno središte grada oko glavnog trga u dolini (agora) od vjerskog centra koji se razvija iz nekadašnje citadele na brežuljku (akropolu). 
Agora u Ateni je nepravilan četverokutni trg okružen nizom zgrada različitih funkcija (stoa za skupljanje građana, vijećnica u obliku kazališta, tržnice, sudnice i hramova) koji se ravnaju po terenu. 
Akropola se nalazi na brežuljku gdje je još u Mikensko doba bio utvrđeni grad. Sve građevine izgrađene na Akropoli su iz ← 5. st., a najočuvaniji su Partenon, Erehteion, hram božice Nike i svečani ulaz. Na Akropolu se pristupalo kroz monumentalni ulaz – Propileje. Arhitekt Mnesikle uspješno je riješio problem na strmom terenu sagradivši široko stepenište između dva zida modificirano kao dorski hram.
Partenon (← 448. – 432.) arhitekata Iktina i Kalikrata je najveći i najraskošniji dorski hram na području današnje Grčke. Partenon je najbolji primjer hrama dorskog reda: uzdužna građevina od dvije prostorije i vanjskog pravokutnog omotača od stupova; na podnožju sa stepenicama dižu se stupovi sastavljeni od valjkastih tambura sa žljebovima (kaneliri), te kapitelom sastavljenim od ehinusa (kružni jastučić) i abakusa (kvadratne ploče); stupovi nose gredu (arhitrav), a iznad arhitrava je friz sastavljen od triglifa (kamena ploče s kanelirama) i metopa (reljefno obrađene ploče); iznad friza je vijenac koji na pročelju hrama uokviruju zabatni trokut (timpan). 
 Cijeli hram napravljen je od kamenih blokova koji priliježu jedan na drugi bez veziva; gdje je bilo potrebno blokovi su vezani metalnim zakovicama. Krov je bio na dvije vode i pokriven je crijepom napravljenim od crvenih rožnjača (gredica), a drvene grede korištene su i za tavanice što je otvaralo veliku mogućnost pravaca.   
Posvećen boginji Ateni, Partenon dominira atenskom Akropolom i najskladnija je građevina svih vremena. Odnosi visine njenih dijelova na pročelju - stupovlja (A-B) i vijenca (B-C) jeste u istom odnosu u kojem se odnosi stupovlje prema cjelini (A-C). BC : AB = AB : AC – savršeni omjer, tzv. zlatni rez.
Partenon je skladan i zbog toga što su Grci za mjerenje koristili mjere preuzete iz veličine dijelova ljudskog tijela: palac – dlan – pedalj – lakat – ruka – korak. Antičko načelo: "Čovjek je mjerilo stvari!" doživljava svoje uobličenje u grčkom hramu. Čak što više, na Partenonu je ispravljena i optička iluzija sužavanja dugih građevina po sredini tako što su na sredini malo približili i izvukli stupove u prostor.
 U isto vrijeme kada dorski red doživljava svoj vrhunac, počinje se razvijati Jonski red. Kod jonskog reda stup je viši i tanji, kanelire su mu dublje, ima bazu od niza prstenja (najčešće tri), a kapitel mu je ukrašen volutama (spiralni krajevi ehinusa); arhitrav je napravljen od tri horizontalne grede od kojih je svaka gornja malo izbačena u odnosu na donju; friz je išao oko cijelog hrama i bio je potpuno ispunjen reljefima. 
Najljepši primjer jonskog hrama je Erehteion preko puta Partenona. Kosi nagib terena i zahtjev za nekoliko svetišta odredili su različite razine unutrašnjih prostorija i različito oblikovanje volumena. Erehteion ima dva trijema (jedan okrenut sjeveru, a drugi jugu), s time da južni umjesto jonskih stupova ima karijatide (slobodno stojeći nosači u obliku ženskih likova). Razvođen volumen i raznolikost dijelova stvaraju mnogolikost pogleda, mnogo življi ritam, i mnogo veću prostornost nego kod bilo kojeg drugog grčkog hrama.
U klasičnom razdoblju javlja se još nekoliko vrsta hramova, kao što su: 
- Peripteros - najomiljeniji tip hrama, broj stupova na dužoj strani je jednak dvostrukom broju stupova na frontalnom dijelu (Partenon);
- Pseudoperipteros (lažni peripteros) - bočni stupovi nisu slobodni, vežu se za cele;
- Dipteros - kao i peripteros ima predvorje sa stupovima oko cijele građevine, ali u 2 reda;
- Pseudodipteros - sličan pseudodipterosu samo na dužim stranama ima jedan slobodan red stupova, a jedan red vezan za zid cele;
- Monopteros (tolos) - okrugli hram - jednostavnost prostora.

Grčke kuće grade se kao mikenski megaroni, s tim da se javlja podjela na dvije prostorije: glavna za glavara kuće i goste, te sporedna za ženu i djecu (što nam govori o patrijarhalnom ustrojstvu obitelji). U nekim kućama se javlja i otvoreno dvorište, omeđeno stupovima koji tvore natkriti ophod (peristil).
Svoju jedinstvenost Heleni su potvrdili i pronalaskom arhitekture kazališta. Razumljivo je da je njihovo shvaćanje arhitekture dalo rješenje kazališta isključivo na otvorenom prostoru. Izabrala bi se padina brijega u koji su se usijecali pravilni stepenici koji su činili sjedišta za gledatelje (kaveje). Sjedišta su pravljena polukružno u ravni terena, a u centru sjedišta izgrađivano je kružna ili polukružna orkestra namijenjena zboru i kretanju glumaca. Na nju se nastavljao treći dio kazališta – skena. Ona je u početku bila zaklon u obliku šatora koji je služio glumcima, a kasnije se razvila u pravokutni oblik okružen stupovima i koristila se isključivo za potrebe radnje. Akustika je u grčkim kazalištima bila tako dobra da se u posljednjem redu čulo isto tako dobro kao u prvom. Najpoznatije je Atensko kazalište, a najveće ono u Epidauru.

### Kazalište
Starogrčko kazalište je cvalo od oko 550. do oko 220. pr. Kr. Grčki grad-država Atena, koja je postala značajna kulturna, politička i vojna sila u ovom razdoblju, je bila njegovim središtem. Kazalište je u Ateni institucionalizirano kao dio festival Dionizija u čast grčkog boga vina, Dioniza.Tragedija (kasno 6. st. pr. Kr.), komedija (486. pr. Kr.), i satira su bila tri dramska žanra koja su nastala upravo u klasičnoj Ateni. Iz Atene su se proširile svečanosti u brojne grčke kolonije i gradove njenih saveznika kako bi promovirali zajednički kulturni identitet. Novovjekovno europsko kazalište se temelji upravo na atenskoj drami, koja je značajno obilježila i svjetsku kulturu općenito.

### Skulptura
Do druge polovice ← 5 st. grčki kipari su uspjeli postići savršeno majstorstvo u obradi kamena. Opća težnja grčke skulpture bila je idealizacija koja je dostigla svoj vrhunac u klasično doba. Ta potpuna idealizacija dovela je do toga da su svi grčki kipovi visoki, vitki i savršeno proporcionalni. 
 Najznačajniji kipar ovog razdoblja je Poliklet koji je izradio brončanu skulpturu mladića s kopljem - Kopljonoše (Dorifora). Težina skulpture počiva na jednom stopalu dok drugo jedva dotiče tlo vrhovima prstiju. Taj stav kontraposta (prirodni stav na jednoj nozi koji uravnotežuje mirovanje i pokret) je bio veliki napredak u odnosu na kipove kourosa iz arhajskog razdoblja. Osim razmaknutih stopala figura ima različitu visinu koljena, bokova, poluprofil glave, anatomsku obradu tijela i po prvi puta u kiparstvu – ruka slobodno visi. Tim kipom stvorio je vrstu uzora za grčku skulpturu (tzv. grčki kanon) koji je detaljno opisao u svojoj teorijskoj knjizi o umjetnosti. Poliklet je držao da je ljepota razmjerni odnos dijelova tijela i tih dijelova prema cjelini. Taj savršeni odnos bi je u tome da se glava odražava 7 puta u visini tijela, visina je odgovarala 10 šaka, a stopalo je veličine 3 širine dlana … Poliklet je svojim skulpturama dao i osnove idealizacije portreta grčkih skulptura koje uvijek imaju karakterističan grčki nos i blage linije usana.
U isto vrijeme kada Poliklet ustanovljuje svoj kanon, u Ateni nastaju prve skulpture u slobodnom pokretu. Takav je Brončani Posejdon koji baca koplje (nepoznatog autora) i Mironov' Diskobol (Bacač diska) nastao nekoliko godina poslije. Diskobol je uzoran primjer "odlučujućeg trenutka", tj. kratkog zastoja između snažnog uzmaka koji ruku s diskom dovodi u najviši položaj i zamaha kojim će ga naglo ispustiti i baciti u daljinu. Autor je uspio zgusnuti niz pokreta u jedinstvenu pozu koja je najkarakterističnija u složenoj radnji bacanja diska.
Bitna karakteristika grčke umjetnosti je veza arhitekture i skulpture. Osim reljefa koji su se nalazili na frizu, najdominantnije su bile skulpture u timpanu (zabatu) koje su, iako rađene kao slobodno stojeće figure, shvaćene za gledanje samo s prednje strane. Još jedna otežavajuća stvar bio je oblik niskog trokuta, što je uvjetovalo da figure s lijeve i desne strane budu oblikovane u brojnim, pa i nezgodnim, pozama. Veliko priznanje zaslužuju grčki kipari koji su vješto izbjegli velike razlike u proporcijama figura tako što su im prirodno oblikovali poze - od stojeće u sredini, preko klečećih, do ležećih u kutovima timpana. Tako je ostvarena neponovljiva ravnoteža arhitekture i skulpture. 
 Najvještiji u svladavanju ograničenja arhitekture bio je Fidija koji je uradio svu dekoraciju za Partenon između ← 440. i ← 437. Skulpture zabata su uglavnom propale, a predstavljale su različita božanstva u prirodnom sjedećem ili poluležećem položaju koji promatraju rođenje Atene iz Zeusove glave. Ispred hrama stajala je kolosalna brončana figura naoružane Atene, a unutar hrama dvanaest metarski kultni kip Atene Parthenos od zlata (legenda kaže 1000 kg) i bjelokosti pretrpan figuralnim ukrasima. Fidijev Partenonski friz (reljefni dio) dug je 160 m i prikazivao je povorku u čast boginje Atene. Radilo se o procesiji figura u tri plana, čime se poništila ploha pozadine; likovi se nižu u valovitoj dugoj kompoziciji, i svi su individualni. 
 Razdoblje velike skulpture i finog kamena koji je karakteristična Fidijina umjetnost završilo se oko ← 410. Tada nastupa vrijeme recesije i kopiranja do pojave posljednjeg velikog kipara klasike – Praksitela, i njegovog "lijepog stila" (oko ← 395. – 326.). Praksitel je potpuno usavršio položaj tijela u S liniji. Njegova skulptura Hermesa stoji prirodno opuštena bez odjeće kao i kip Knidžanske Afrodite koja se smatra simbolom savršenstva ženskog tijela (prva naga skulptura žene). 
U Praksitelovom duhu je i Apolon Belvederski (nepoznatog autora), poznat samo iz rimskih kopija, koji ostvaruje savršenu ravnotežu pokreta i odvažnog držanja. Skulptura je visoka preko 2 m, jedva dodiruje tlo, a u rukama su mu luk (simbol okrutnog strijelca) i grančica masline (simbol plemenitog Sunčeva vladara). Pronađen u 15 st., bio je uzor neoklasicizma u 18. st.

### Slikarstvo
U slikarstvu na keramici se pored plošnih, stiliziranih, crvenih likova na crnoj podlozi, javljaju i potpuno bijeli pogrebni lekiti s fluidnim crtežima krepkih linija.

## Helenističko razdoblje
Helenističko razdoblje započinje ← 336. kada Filipa Makedonskog, koji je ujedinio Grčku pod žezlom monarhije, nasljeđuje njegov sin Aleksandar Veliki koji će opet u kratko vrijeme, do ← 323., proširiti svoje carstvo, a tako i grčku kulturu, Preko Perzijskog carstva prema istoku sve do Indije. Nakon njegove smrti ← 323. carstvo se dijeli na Antigonidsku Makedoniju, Seleukidsku Aziju i Ptolomejski Egipat koji od tada ratuju dok na tim prostorima ne zavlada Rim (Egipat pada pod Oktavijanovu vlast bitkom kod Akcija ← 31.). Grčki istočni gradovi-države (Pergam, Efez, Halikarnas, Rod) i novoosnovani gradovi (Antiohija, Seleukija i Aleksandrija) postaju centrima helenističke kulture.
 Završnu fazu grčke kulture - helenizam (grč. hellenismós = priklanjanje grčkom jeziku i običajima) mnogi nazivaju i dekadentnim završetkom grčkog ciklusa zbog predimenzioniranja u arhitekturi i preambicioznosti u skulpturi. No, to je usko gledište na bogatu i raznoliku umjetnost.

### Arhitektura
Arhitekturu glomaznih objekata prepunih stupovlja, ornamenata i raskoši, najavljuje već grobni hram kralja Karije, grčke kolonije u Maloj Aziji, Mauzolej u Halikarnasu. Visok preko trideset metara, ukrašen korintskim stupovima i brojnim reljefima i velikim skulpturama, te sa stepenastom piramidom umjesto zabatnog trokuta, bio je jedno od sedam svjetskih čuda toga vremena (Plinije Stariji). Danas je očuvana samo visoka skulptura kralja Mauzola koji je izvorno stajao za uzdama kočije na vrhu Mauzoleja.
Još jedno od svjetskih čuda koje odgovara razmetljivoj raskoši i grandioznosti Mauzoleja bio je svjetionik s otoka Farosa ispred grada Aleksandrije na delti Nila, visok 134 m, koji nije očuvan. 
Bogatstvo se iskazuje raskošnom dekoracijom, stoga se na građevinama umjesto dorskog i jonskog reda počeo koristiti uglađeniji korintski red. Korintski red vrlo je sličan Jonskom samo nešto dekorativniji; stupovi imaju bogatije ukrašenu bazu, a kapiteli su ukrašeni kratkim, ali plastično bogatim volutama koje imitiraju lišće akanta. Grci često kombiniraju na građevinama stupovlje sva tri reda, ali ih koriste po strogim pravilima rasporeda. Kada Rimljani počnu primjenjivati grčke redove u svojoj arhitekturi preferirat će korintski red.
O raširenosti helenističke arhitekture govori nam i hram u samom središtu Sirijske pustinje – Petra koji je isklesan u živoj stijeni.

### Slikarstvo
Usred krize klasične umjetnosti, slikar Apel koji je izvorno radio na dvoru Filipa II. i Aleksandra, pa potom za Ptolomeja I., stvara jezik koji će s helenizmom dobiti opću vrijednost. Njegove se teme, kompozicije i motivi mogu rekonstruirati zahvaljujući prikazima na keramici i brojnim kopijama.  Apel miješa boje i sjenči, koristeći pri tom kolorističke kontraste te dobiva iluzionistički efekt dubine. Takav način slikarstva će se proširiti cijelim carstvom, a poprimivši istočnjačke primjese slike će dobiti nebrojene kombinacije oblika.
Karakteristični su i brojni mozaici od raznobojnog šljunka u malteru koji često kopiraju slike i skulpture toga razdoblja.

### Skulptura
Helenistička skulptura se prepoznaje, bilo po slojevitoj i nepreglednoj kompoziciji, bilo po pokretu koji je jako naglašen, ili pak po dubokoj obradi površine kojom se dobiva veliki kontrast osvijetljenih dijelova i sjena što pojačava nemir sadržan u skulpturi i uzbuđenje koje prenosi na gledatelja. Čovjek mjerilo stvari. Kanon o idealnim proporcijama 1:7
Lizip je posljednji veliki kipar grčke umjetnosti. Radio je još za Aleksandra i djelovao je na najvećem području na kojemu je ikad djelovao jedan antički kipar – od Peloponeza, Makedonije do Akarnanije. Okružen brojnim sinovima i učenicima posvuda je nametnuo svoj izraz. Koristio je "Polikletov kanon", Praksitelov kontrapost i S liniju, ali se oslanjao i na prirodu te tako izradio elemente realizma. Zalagao je se za slobodu umjetnika i njegova izraza, protiv slijepog slijeđenja starih kanona. 
Njegov poznati kip Strugač (Apoksiomen) veliki je korak u osvajanju prostora jer atleta ruke drži potpuno ispružene ispred tijela. U to vrijeme javit će se i prvi skulpturalni portreti koji više ne teže idealizmu, već krajnjoj karakterizaciji.
Odmah nakon Lizipove smrti njegovi sljedbenici otvaraju školu na Rodu gdje teže nadmašiti svog učitelja, ako ne vještinom, onda veličinom. Haret iz Linda stvara brončanu skulpturu Kolosa na ulazu u luku, visoku 32 m – još jedno svjetsko čudo.
 Tim umjetnicima odgovaralo je nadmetanje novih kraljevstava u Anatoliji i Egiptu koje će imati monumentalniji spomenik. Takav je i Zeusov žrtvenik u Pergamu, podignut u slavu zajedničke pobjede Pergama, Rimljana i Rodosa nad sirijskim vladarom Antiohom III. (← 189. – 182.). Cijeli hram je zapravo pobjeda skulpture nad arhitekturom. Građevina je podređena skulpturalnim ukrasima slobodnih skulptura dotad neviđene pokretljivosti i reljefa dramatičnih situacija borbe bogova i giganata. 
U čast ove pobjede podignuto je najveće i najuspješnije djelo ovog razdoblja - Nika sa Samotrake ili Krilata pobjeda. Kip je prvobitno stajao na otoku Samotraci i to na postolju izvedenom u obliku brodskog pramca. Boginja je prikazana s krilima koje drži potpuno raširenima iza njenog tijela tako da izgleda kao da u njih puše vjetar, ima i izrazito složeno rađenu draperiju koja nam izgleda jako tanka da otkriva dijelove tijela ispod nje. 
 Jedna od rijetkih kasnih primjera skulpture u grupi je Laokontova skupina koja predstavlja Trojanskog svećenika Laokonta i njegova dva sina u trenutku dok se bore s Posejdonovom morskom zmijom. Premda nevjerojatnog majstorstva izrade, kompozicija ove slobodno stojeće skupine je piramidalna i napravljena za gledanje samo sprijeda. Takav način izvođenja skulpture je u skladu s novim helenističkim zanimanjem za pojedinačno, trenutačno i specifičan pokret, te za naraciju koja se vrlo često vezuje za groteskno, ružno itd.
Zbog takvog odnosa prema umjetnosti povjesničari govore o dekadentnom propadanju grčke umjetnosti, dok "pravi baštinici" grčke kulture koji je nastavljaju širiti i bogatiti u tradiciji najboljih klasičnih djela postaju Rimljani.

## Poveznice
- Kiparstvo stare Grčke
- Slikarstvo stare Grčke
- Egejska umjetnost
- Kreta
- Mikena
- Apoksiomen
- Grčki hram
- Helenizam
- Kolos s otoka Roda
- Zeusov kip u Olimpiji
- Umjetnost starog Rima

## Vanjske poveznice
- Izvori povijesti Grčke umjetnosti.  Arhivirana inačica izvorne stranice od 6. ožujka 2016. (Wayback Machine)
- Umjetnost stare Grčke na Cincinnati muzeju.  Arhivirana inačica izvorne stranice od 16. listopada 2007. (Wayback Machine)